# Friedhof Katernberger Straße

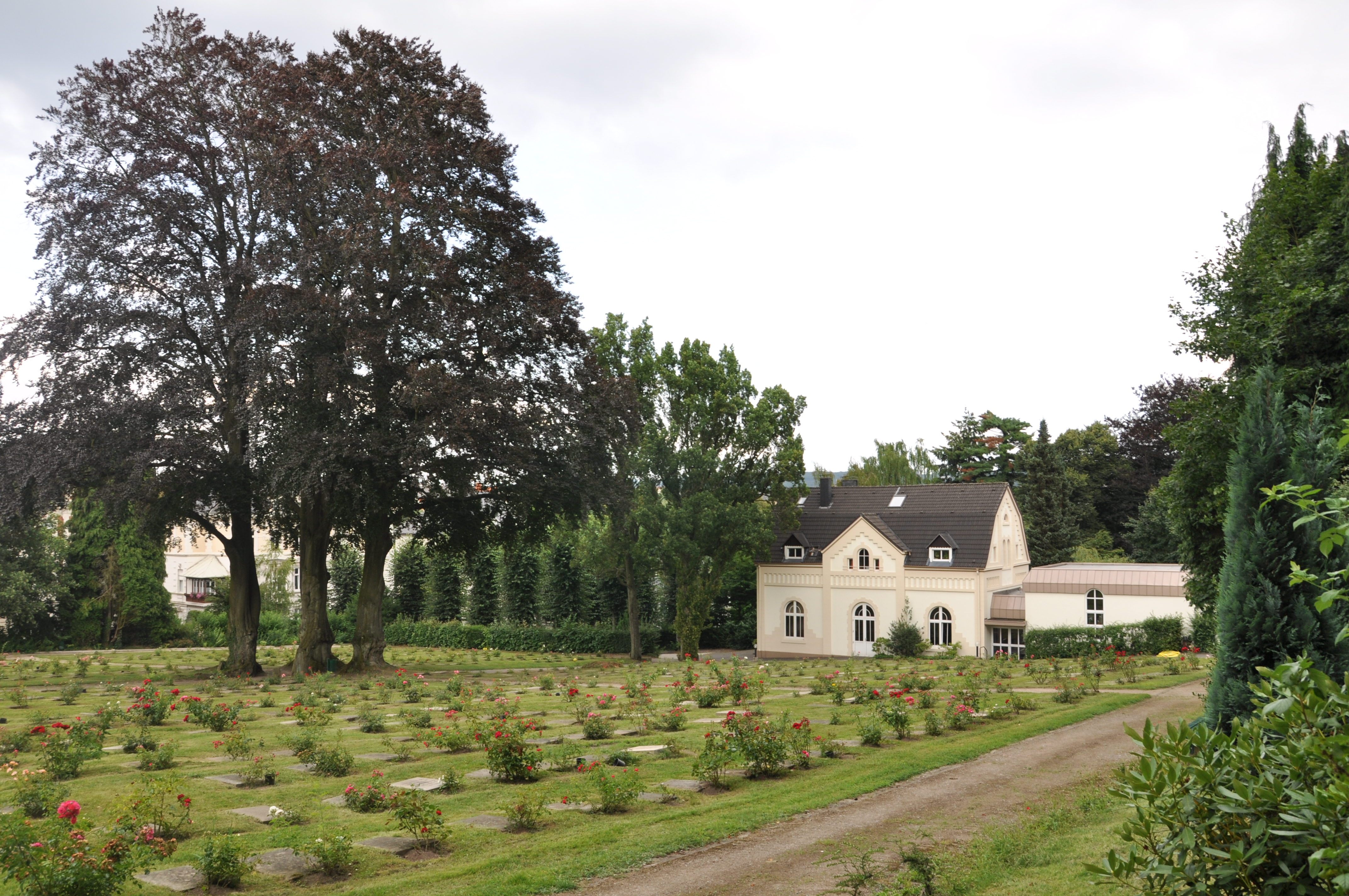
Blick auf den Friedhof mit der Kapelle

Der Friedhof Katernberger Straße ist ein evangelisch-reformierter Friedhof im Wuppertaler Stadtbezirk Elberfeld-West im Stadtteil Elberfeld. Als Rosenfriedhof der Niederländisch-reformierten Gemeinde ist er aufgrund seiner Ausführung nach dem Konzept des Herrnhuter Gottesackers weit über die Stadtgrenzen Wuppertals hinaus bekannt.

## Geschichte
Eingerichtet wurde der Friedhof nach dem Kauf des ehemaligen Gutsgeländes Gut Am Schaffstal 1851 vor den Toren der Stadt Elberfeld durch Daniel von der Heydt. Der Bedarf nach einem eigenen Friedhof ergab sich durch den Umstand, dass das Friedhofswesen in jener Zeit vollständig in Hand der Kirchen stand und Mitgliedern der Freikirchen somit die Benutzung der bestehenden Friedhöfe untersagt war. Der bis in jüngste Zeit nur den Gemeindemitgliedern vorbehaltene Friedhof sollte der erste freikirchliche Friedhof in Wuppertal und einer der ersten im Bergischen Land werden. Erst seit wenigen Jahren können auf ausdrücklichen Wunsch auch Mitglieder aus Kirchen der Arbeitsgemeinschaft Christlicher Kirchen in Deutschland und der Evangelischen Allianz bestattet werden.
Seit August 2008 steht der Friedhof ebenso wie die 1909 errichtete Friedhofskapelle unter Denkmalschutz, zudem darf er sich seit Ende 2015 zu den zehn schönsten Friedhöfen Deutschlands zählen.

## Beschreibung
Der durch die Hauptwege in sechs Grabfelder unterteilte Friedhof folgt in seiner Ausführung dem von der Herrnhuter Brüdergemeine begründeten Konzept des Gottesackers. Sämtliche, in geraden Reihen liegende Gräber sind äußerst schlicht und nur mit einer Sandsteinplatte gestaltet, auf welcher neben einer Nummer Namen und Lebensdaten des Verstorbenen eingraviert sind. Mit der schlichten und einheitlichen Gestaltung der Grabplatte folgt der Friedhof somit dem reformierten Grundsatz, dass alle Menschen im Tode gleich sind, was sich auch in der gesamten Friedhofsgestaltung zeigt.
Der bedeutendste Unterschied zum Herrnhuter Gottesackerkonzept ist die Gestaltung der Gräber mit jeweils einem Rosenstrauch, welche in ihrer Einheitlichkeit dem Friedhof seinen ganz eigenen optischen Eindruck verleihen. Mit Bezug auf den Verkündigungscharakter eines Friedhofes sollen die Rosensträucher auf (Hosea 14,6 ) verweisen, wo das untreue Volk Israel mit einer Blume (heute mit Lilie übersetzt, zu Zeiten Hermann Friedrich Kohlbrügges in der Lutherübersetzung noch Rose) verglichen wird, welche wieder blühen soll, wenn es von den weltlichen Mächten zum Herrn zurückkehren sollte. Die Idee der Rosenbepflanzung stammte wahrscheinlich noch von Hermann Friedrich Kohlbrügge selbst.
Die Gesamtanlage des Friedhofes präsentiert sich aufgrund der schlichten Gräber und der geringen Bepflanzung äußerst übersichtlich. Die Hauptwege waren ursprünglich alleenartig von mehreren Rotdornstämmen gesäumt, welche allerdings aufgrund einer Pilzerkrankung gefällt werden mussten. Der geringe Baumbestand beschränkt sich auf die historischen Eichen, Buchen und eine Kastanie. Ein Kriegsgefallenendenkmal für die Gefallenen des Ersten und Zweiten Weltkriegs befindet sich seitlich vom Grabfeld A, welches sich in seiner Gestaltung von den weiteren Gräbern abhebt.

## Persönlichkeiten
Auf dem Friedhof finden sich unter anderem die Gräber folgender in der Wuppertaler Stadtgeschichte bedeutender Personen:

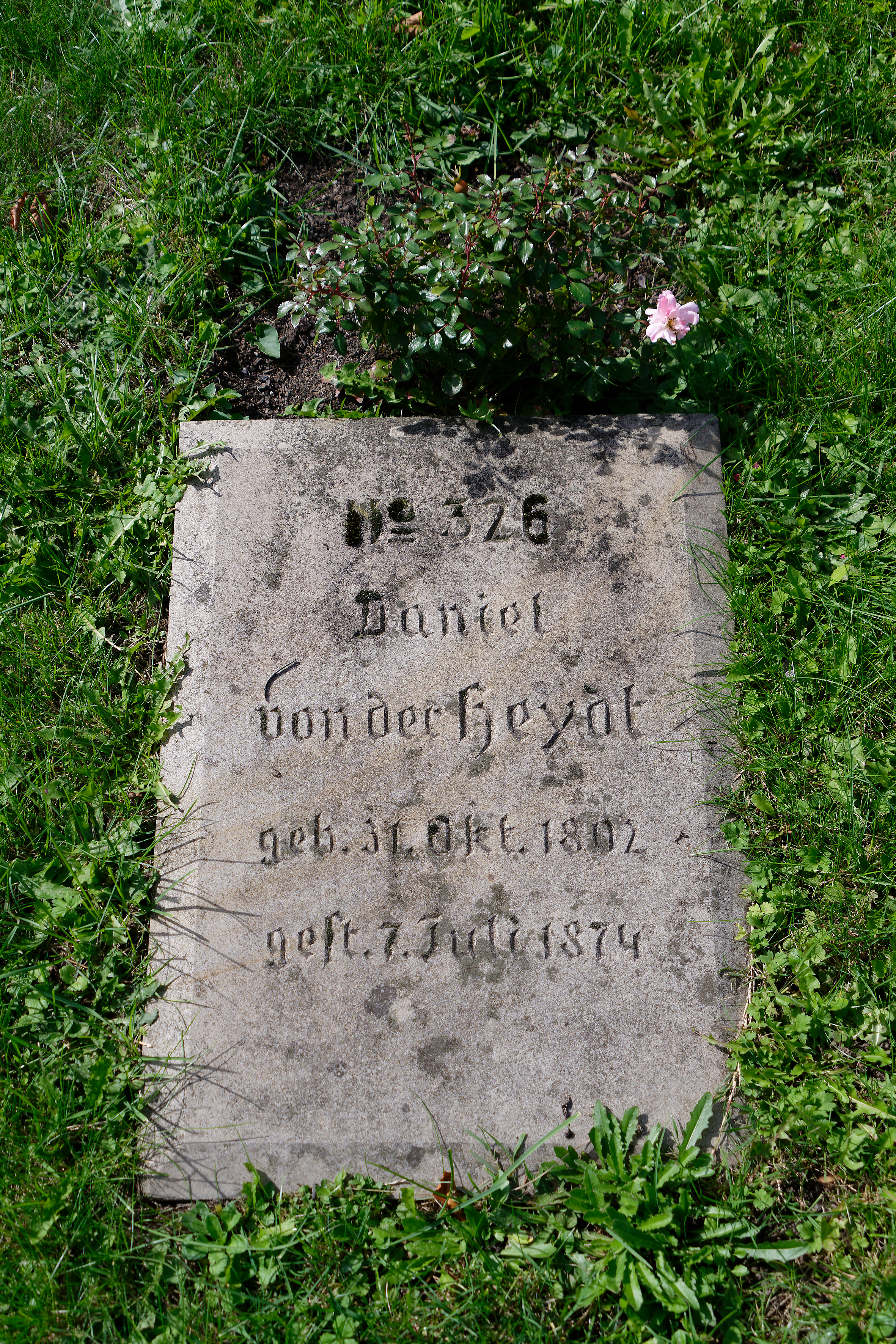
Daniel von der Heydt (1802–1874), Elberfelder Bankier, Unternehmer und erster Kirchmeister der Gemeinde
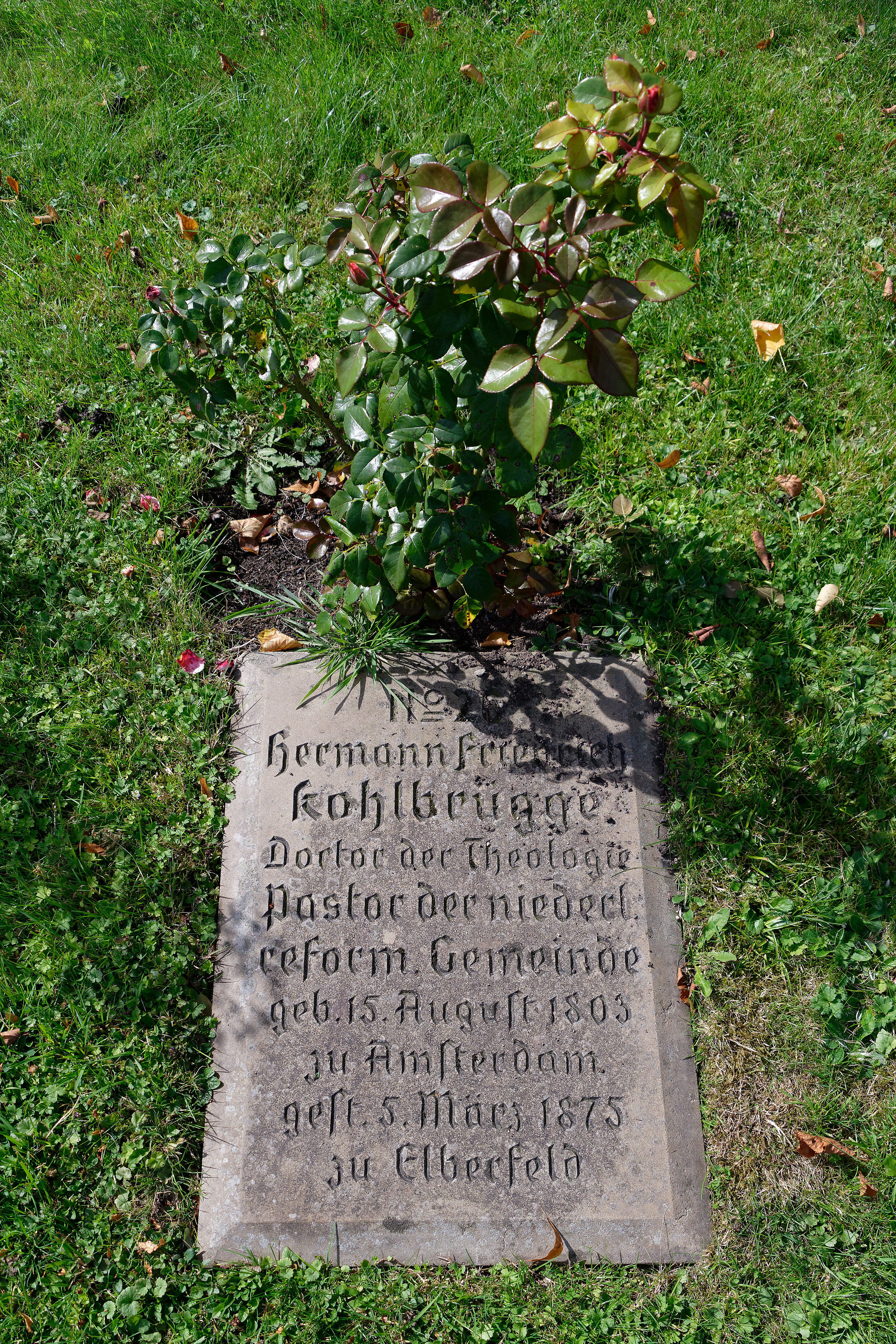
Hermann Friedrich Kohlbrügge, (1803–1875), Theologe und erster Pfarrer der Gemeinde>
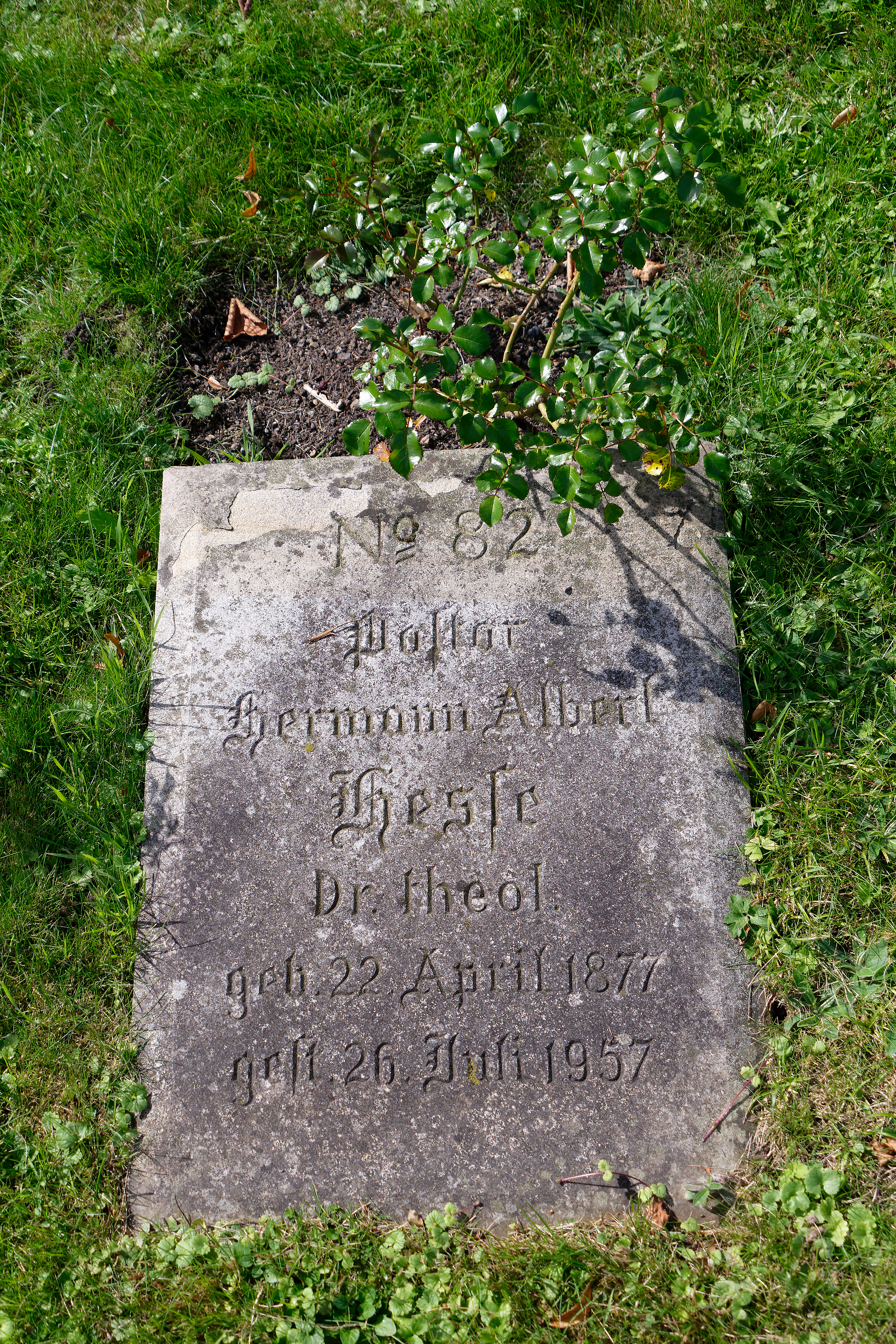
Hermann Albert Hesse (1877–1957), Elberfelder Pfarrer der Bekennenden Kirche, Überlebender des KZ Dachau
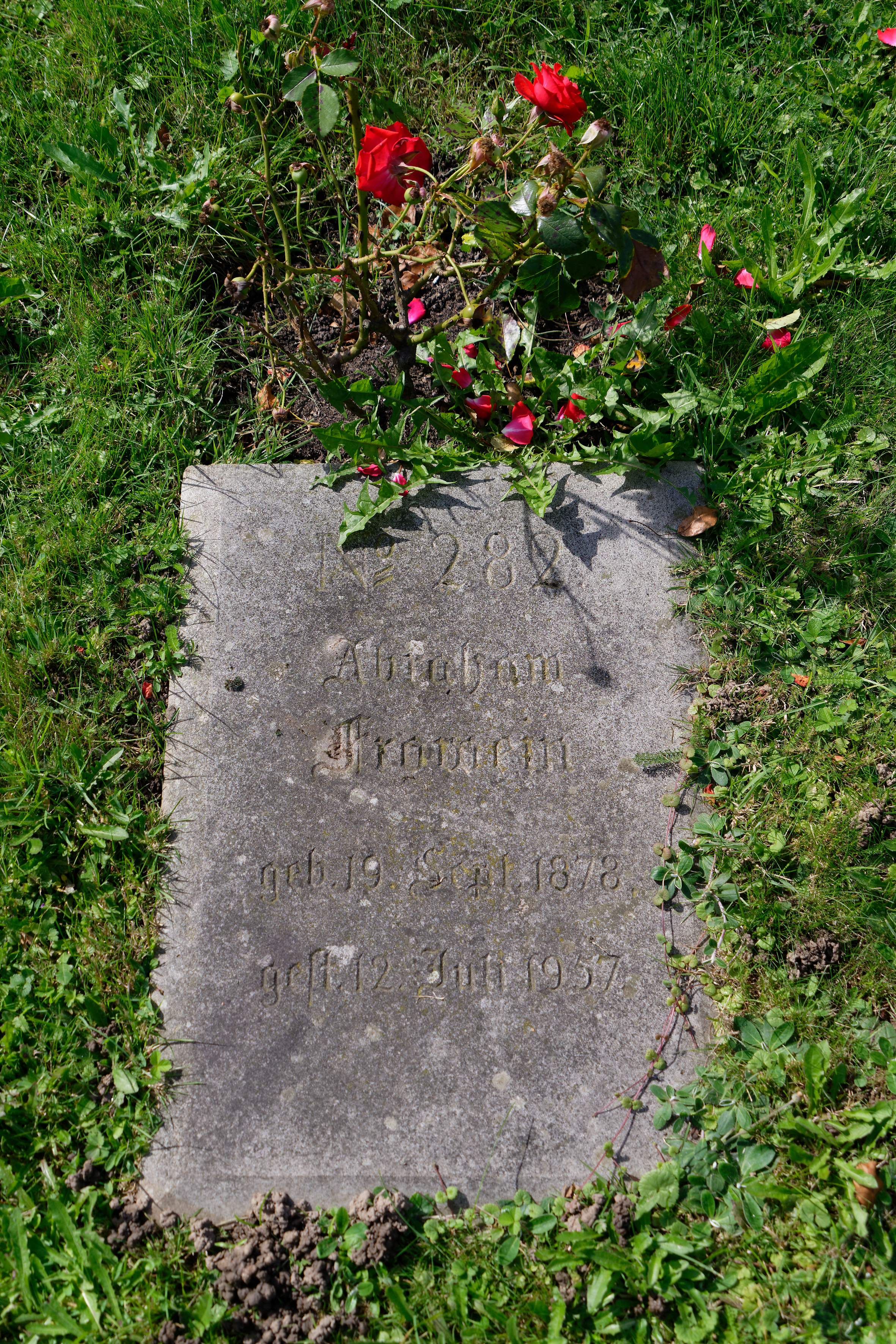
Abraham Frowein (1878–1957), Textilfabrikant
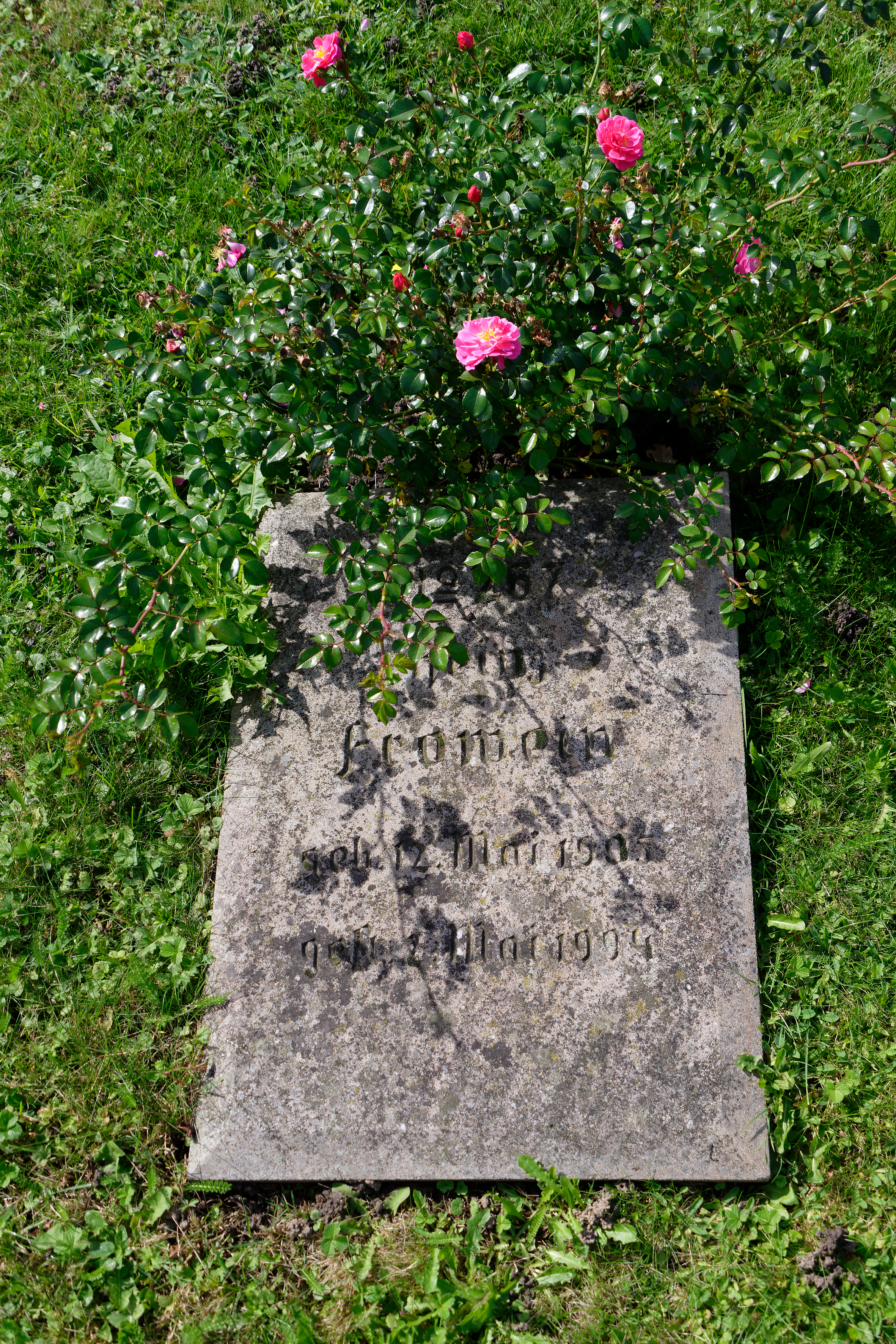
Heinz Frowein (1905–1994), Oberbürgermeister von Wuppertal 1961–1964